# Omladinski Fudbalski Klub Petrovac 2010-2011
Questa voce raccoglie le informazioni riguardanti l'Omladinski Fudbalski Klub Petrovac nelle competizioni ufficiali della stagione 2010-2011.

## Rosa
| N. |                                 | Ruolo | Calciatore          |
| -- | ------------------------------- | ----- | ------------------- |
|    | Montenegro (bandiera)           | P     | Pavle Velimirović   |
|    | Montenegro (bandiera)           | P     | Aleksandar Braić    |
|    | Montenegro (bandiera)           | D     | Ivan Čarapić        |
|    | Montenegro (bandiera)           | D     | Petar Stanišić      |
|    | Montenegro (bandiera)           | D     | Aleksandar Mikijelj |
|    | Montenegro (bandiera)           | D     | Nikola Mihajlović   |
|    | Bosnia ed Erzegovina (bandiera) | D     | Siniša Graovac      |
|    | Montenegro (bandiera)           | D     | Milivoje Novović    |
|    | Montenegro (bandiera)           | D     | Nikola Čelebić      |
|    | Montenegro (bandiera)           | D     | Aleksandar Jelenić  |
|    | Montenegro (bandiera)           | D     | Davor Popović       |
|    | Serbia (bandiera)               | C     | Nenad Jovanović     |
|    | Macedonia del Nord (bandiera)   | C     | Toni Meglenski      |
|    | Montenegro (bandiera)           | C     | Miljan Radović      |
|    | Serbia (bandiera)               | C     | Vladimir Barać      |
|    | Montenegro (bandiera)           | C     | Benjamin Kacić      |

| N. |                                 | Ruolo | Calciatore         |
| -- | ------------------------------- | ----- | ------------------ |
|    | Montenegro (bandiera)           | C     | Bojan Golubović    |
|    | Montenegro (bandiera)           | C     | Miloš Delić        |
|    | Montenegro (bandiera)           | C     | Dejan Nenezić      |
|    | Montenegro (bandiera)           | C     | Marko Marković     |
|    | Bosnia ed Erzegovina (bandiera) | C     | Boban Obradović    |
|    | Montenegro (bandiera)           | C     | Milan Vučković     |
|    | Montenegro (bandiera)           | C     | Bojan Vlahović     |
|    | Montenegro (bandiera)           | C     | Marko Raičević     |
|    | Montenegro (bandiera)           | A     | Mirza Ljumić       |
|    | Montenegro (bandiera)           | A     | Aleksandar Vujačić |
|    | Montenegro (bandiera)           | A     | Krsto Zvicer       |
|    | Montenegro (bandiera)           | A     | Jasmin Muhović     |
|    | Montenegro (bandiera)           | A     | Boris Kladnik      |
|    | Montenegro (bandiera)           | A     | Luka Rotković      |
|    | Montenegro (bandiera)           | A     | Božo Milić         |
|    | Montenegro (bandiera)           | A     | Vasilije Jovović   |